# Rue du Petit-Four
La rue du Petit-Four est une rue de la commune de Reims, dans le département de la Marne, en région Grand Est.

## Situation et accès
La rue du Petit-Four est comprise entre la rue Thiers et la rue du Général-Sarrail. La rue appartient administrativement au quartier Centre-ville de Reims.

## Origine du nom
Ancien nom, tiré sans doute du voisinage d’un four banal. Le four banal faisait partie des banalités dans le système féodal français. Un four banal était un four construit par le seigneur et dont l’usage était obligatoire. Il avait également comme objectif de lutter contre les incendies en concentrant un feu très vif dans un endroit dédié.

## Historique
Rue connue avant 1769 comme l'atteste le plan Legendre .

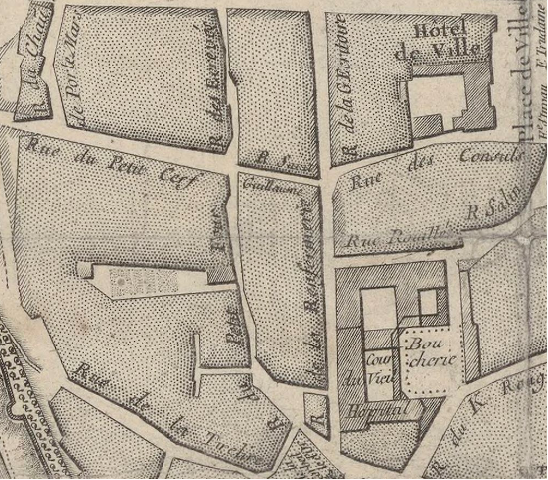
Rue du Petit Four Plan Le Gendre 1769 Source BBNF Gallica

## Bâtiments remarquables et lieux de mémoire
- Fontaine des Boucheries, déplacée, au bout de la rue du Petit-Four, coté Rue Thiers